# Thomas Burgstaller
Thomas Burgstaller (* 9. Jänner 1980 in Linz) ist ein ehemaliger österreichischer Fußballspieler auf der Position eines Abwehrspielers.

## Karriere
Burgstaller begann seine Karriere als Jugendspieler beim SK St. Magdalena, ehe er im Sommer 2000 zum Drittligisten FC Blau-Weiß Linz wechselte. 2003 feierte er mit den Linzern den Meistertitel in der Regionalliga-Mitte, verfehlte jedoch den Aufstieg in die zweitklassige Erste Liga in den Relegationsspielen gegen BSV Bad Bleiberg.
Im Sommer 2003 wechselte Thomas Burgstaller zu Rapid Wien. In der Bundesliga kam er in seiner ersten Saison für den österreichischen Rekordmeister zu 19 Einsätzen und erzielte dabei zwei Tore. In der darauffolgenden Saison  2004/05 feierte er mit Rapid seinen ersten österreichischen Meistertitel, zog sich jedoch im Cupfinale gegen FK Austria Wien einen Kreuzbandriss zu und fiel durch die Verletzung längere Zeit aus. Im Mai 2007 wurde Burgstallers Vertrag bei Rapid nicht verlängert, er wechselt zum Kooperationspartner FC Lustenau 07. Am Ende der Saison 2007/2008 wechselte er ablösefrei zur SV Ried und stand dort für zwei Saisonen unter Vertrag.
Am 6. Mai 2010 gab Sturm Graz die Verpflichtung des Innenverteidigers bekannt. Burgstaller unterschrieb in Graz einen Zweijahresvertrag mit Option auf ein drittes Jahr. Am Ende der Saison wurde er zum zweiten Mal nach 2005 österreichischer Fußballmeister. Im Sommer 2012 wechselte Burgstaller zum damaligen Bundesligaabsteiger Kapfenberger SV, wo er von Beginn an als Stammkraft eingesetzt wurde, sich jedoch, nachdem er in einer Partie nur als Ersatzspieler mitwirkte und in den beiden nachfolgenden Partien nur uneingesetzt auf der Ersatzbank saß, einen Muskelfaserriss zuzog. Nach einer daraus resultierenden Knieoperation schied Burgstaller ein knappes halbes Jahr vom Spielbetrieb aus und kam danach ab April 2013 nicht mehr zu seiner alten Form zurück. Nachdem er zumeist nur ohne Einsatz auf der Bank Platz nehmen musste, folgten drei Kurzeinsätze, die zusammen nicht mehr als zehn Minuten dauerten. Im Saisonabschlussspiel gegen den SCR Altach wurde der Routinier noch einmal von Trainer Klaus Schmidt über die volle Spieldauer eingesetzt und verließ den Verein daraufhin in Richtung Tirol, wo er beim Regionalligisten SC Schwaz in der drittklassigen Regionalliga West anheuerte.
Dort trat der Innenverteidiger wieder als Stammkraft in Erscheinung und schaffte mit den eben erst aus der Landesliga aufgestiegenen Schwazern den sechsten Platz im Endklassement, wobei er es selbst auf 26 Ligaeinsätze und einen -treffer brachte. Auch in der nachfolgenden Saison 2014/15 agierte Burgstaller als Stammspieler in der Abwehrreihe seines Teams und brachte es erneut auf 26 Meisterschaftseinsätze, wobei er diesmal vier Tore beisteuerte und mit der Mannschaft in der zum Teil recht dichtgestaffelten Endtabelle auf dem zehnten Platz abschloss. In der Sommerpause vor dem Start der Spielzeit 2015/16 wechselte der Abwehrrecke erneut seinen Verein und kam zur SU Inzing, einem Tiroler Sechstligisten, mit Spielbetrieb in der Gebietsliga West. Dort kam er in weiterer Folge lediglich in einem Spiel des Tiroler Fußballcups sowie in einem Ligaspiel zum Einsatz und zog sich in weiterer Folge weitestgehend aus dem aktiven Sport zurück. Fast sieben Jahre nach seinem letzten Pflichtspiel für Inzing gab Burgstaller am 1. Mai 2022, mittlerweile 42-jährig, sein Comeback und kam bei einer 2:7-Heimniederlage des Sechstligisten gegen Götzens etwas über eine Halbzeit lang zum Einsatz.
Seit Februar 2022 tritt er als Nachwuchsleiter der SU Inzing in Erscheinung.

## Erfolge
- 2× Österreichischer Meister: 2005 (Rapid Wien) und 2011 (Sturm Graz)
- 1× Regionalliga-Meister: 2003 (FC Blau-Weiß Linz)
- 1× ÖFB-Cupfinalist: 2005 (Rapid Wien)